# Стангела
Стангѐла (на италиански: Stanghella) е малко градче и община в Северна Италия, провинция Падуа, регион Венето. Разположено е на 7 m надморска височина. Населението на общината е 4403 души (към 2010 г.).